# Koratty
Koratty é uma vila no distrito de Thrissur, no estado indiano de Kerala.

## Demografia
Segundo o censo de 2001, Koratty tinha uma população de 17 463 habitantes. Os indivíduos do sexo masculino constituem 49% da população e os do sexo feminino 51%. Koratty tem uma taxa de literacia de 85%, superior à média nacional de 59,5%: a literacia no sexo masculino é de 86% e no sexo feminino é de 84%. Em Koratty, 10% da população está abaixo dos 6 anos de idade.